# 高邑镇 (泌阳县)
高邑镇，原为高邑乡，是中华人民共和国河南省驻马店市泌阳县下辖的一个乡镇级行政单位。2018年撤乡设镇。区划代码改为411726113。

## 行政区划
高邑镇下辖以下地区：
高邑村、党庄村、陈洼村、史洼村、余洼村、谭园村、小屯村、孙桥村、王湾村、夭庙村和罗沙坡村。